# Infinite (álbum de Eminem)
Infinite é o álbum de estúdio de estreia do rapper norte-americano Eminem, distribuído independentemente nos Estados Unidos através do selo Web Entertainment a 12 de Novembro de 1996. O artista iniciou a sua carreira no rap em 1988 ao juntar-se ao amigo DJ Butterfingers e formar o grupo que vir-se-ia a chamar Soul Intent no ano seguinte. Em 1992 conseguiu assinar um contracto discográfico com a editora FBT Productions sob administração dos irmãos Jeff e Mark Bass, proprietários da mesma. Após publicar alguns trabalhos com os seus amigos, em 1995, Eminem finalmente deu início às sessões de gravação no estúdio Bassment Sound do que viria mais tarde a ser divulgado como Infinite, álbum cuja produção e arranjos ficaram encarregues a Mr. Porter, com Proof assumindo a programação da bateria. Além de ter co-composto todas as faixas com Mr. Porter, Eminem foi também responsável pela co-produção de duas faixas.
Além dos acima mencionados, Infinite apresenta participações especiais de outros amigos de Eminem, inclusive Eye-Kyu, Three, Thyme, e Angela Workman. Foi durante o período de gravação e produção do projecto que o grupo que viria a ser mais tarde conhecido como D12 foi criado. O conteúdo lírico do álbum aborda, em geral, as dificuldades pelas quais Eminem passava ao cuidar da sua filha recém-nascida sob o salário mínimo que recebia enquanto trabalhava em um bar em Detroit, Michigan. Outros temas inclusos são o amor e a traição. A produção do projecto é minimalística e semelhante à das obras de rap concebidas ao longo da década de 1990, e a maioria das faixas fazem uso de amostras de trabalhos de outros artistas — inclusive "Jealous" (1989) de LL Cool J, usada em duas faixas.
Na altura do seu lançamento, Infinite foi recebido com opiniões negativas tanto pela crítica especialista em música contemporânea bem como pelo público ouvinte de hip hop, com ambas partes acusando o rapper de imitar o estilo de outros artistas, particularmente AZ e Nas. Eminem mais tarde se defendeu declarando que ambos foram suas grandes inspirações no início da carreira. Todavia, com o passar do tempo, as opiniões receberam uma melhoria e, hoje, o álbum é condecorado como responsável por definir o som de Eminem e recebeu um novo respeito por ouvintes de rap e hip hop; a faixa-título foi considerada uma das melhores canções de Eminem pela revista Rolling Stone em 2019. Devido ao seu lançamento limitado, como apenas uma quantidade inferior a mil unidades foram produzidas, Infinite teve um desempenho comercial fraco, movimentando um estimado de mil exemplares até Agosto de 2008.
Um mini-documentário de dez minutos que narra os acontecimentos por detrás da produção de Infinite foi lançado por Eminem em Novembro de 2016 para celebrar o vigésimo aniversário do projecto. No ano seguinte, o disco foi mencionado pelo artista em duas canções do álbum Revival.

## Antecedentes e concepção
"Eu estava a conduzir no meu carro em '95 ou '96 e ouvi ele [Emimem] na rádio. Foi tipo, 'Uau! Quem é ele?' Ele estava a se apresentar em um evento de microfone aberto com [Lisa Orlando, apresentadora da WJLB-FM] em Detroit. E eu estava do tipo: 'Uau! Quem é este puto? Tenho de levá-lo ao estúdio.' Foi aí que liguei para a estação de rádio e pedi: 'Ponham-me ao telefone com esse rapaz.'"

— O produtor executivo Mark Bass em 2016 a abordar os acontecimentos por detrás da contratação de Eminem.
Eminem começou a fazer rap com apenas quatorze anos de idade juntamente com Mike Ruby, seu amigo de escola secundária. Eles adoptaram os nomes "Manix" e "M&M", com este último sendo um acrónimo das suas iniciais (Marshall Mathers), mais tarde evoluindo para "Eminem". Ocasionalmente, o jovem esgueirava-se para a escola secundária vizinha de Osborn, no noroeste de Detroit, Michigan, para participar de competições de freestyle de rap à hora do almoço. Aos sábados, Eminem e Ruby assistiam e também participavam de concuros de microfone aberto no Hip-Hop Shop, um local situado no West 7 Mile e considerado "marco zero" do cenário rap da cidade. Enquanto batalhava para se suceder em uma indústria predominantemente negra, o rapper recebeu apoio de ouvintes de hip hop underground. Ao compor as suas estrofes e versos, a sua intenção era de fazer as palavras rimarem; o jovem escrevia palavras e frases longas em papéis e, nos seus versos, trabalhava nas rimas para cada sílaba. Embora frequentemente as palavras não fizessem muito sentido, a práctica ajudou Eminem a desenvolver o seu som, bem como as suas rimas. Em 1988, o artista assumiou o nome artístico "MC Double M" e, com Ruby — que agora assumia o pseudónimo DJ Butterfingers — formou o seu primeiro grupo, nomeado New Jacks; com um EP auto-intitulado sendo divulgado passado um tempo. No ano seguinte, ambos juntaram-se ao grupo Bassmint Productions, que viria mais tarde a alterar o nome para Soul Intent em 1992, com a adição do rapper Proof e outros amigos de infância.

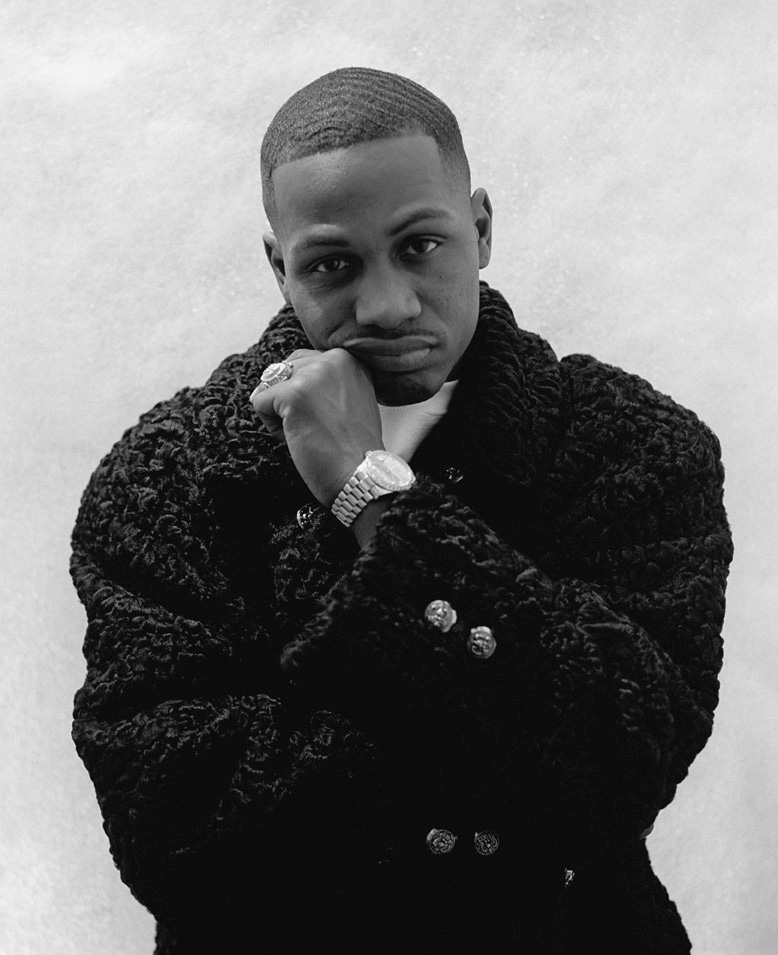
AZ foi um dos rappers nos quais Eminem se inspirou no início da sua carreira.

Em 1992, o rapper assinou um contrato com a editora discográfica FBT Productions sob administração dos irmãos Jeff e Mark Bass, proprietários da mesma. Naquele momento, Eminem tinha um emprego de salário mínimo no qual cozinhava e lavar louça no restaurante Gilbert's Lodge na cidade de St. Clair Shores, Michigan. Em 1996, o álbum de estreia de Eminem, Infinite, cuja gravação ocorreu no Bassmint — um estúdio de gravação pertencente aos irmãos Bass — foi lançado sob o seu selo independente, Web Entertainment. O artista foi encorajado por outros, que notaram que ele tinha um som similar ao dos rappers Nas, Esham e AZ. A faixa-título, na qual Eminem canta monotonamente em rap usando palavras multisilábicas, foi inspirada no desempenho vocal de AZ em "Rather Unique", faixa do seu projecto de estreia Doe or Die (1995).
Eminem trabalhou ao lado de Mr. Porter, responsável pela produção e arranjos de todo o material, em todo o álbum, com Proof chegando mais tarde e assumindo a programação da bateria. Mr. Porter descreveu a sua experiência de trabalho em Infinite como "marada", em entrevista ao blogue musical HipHop'n'More. Eminem fez com que as canções de Infinite fossem "amigas da rádio" propositadamente, com o fim delas serem reproduzidas nas estações de rádio de Detroit, Michigan. O álbum apresenta participações especiais de colegas e amigos de Eminem, sendo eles Proof, Mr. Porter, Eye-Kyu, Three, e Thyme. Foi por volta deste período que Eminem, juntamente com Proof e Mr. Porter, juntou-se a um grupo de outros rappers que viriam a assumir o nome de D12, que interpretavam em um estilo similar a Wu-Tang Clan. Embora tenha co-composto e produzido todo o álbum, Mr. Porter revelou em 2015, em entrevista à MTV, ter sido "lixado" financeiramente pelos irmãos Bass, afirmando ainda que caso o disco fosse disponibilizado em plataformas digitais, preferiria que Paul Rosenberg, empresário e advogado de Eminem, lidasse com a distribuição.

## Música

### Inspiração e sonoridade
A produção de Infinite é minimalística e semelhante à das obras de rap concebidas ao longo da década de 1990. A instrumentação consiste em caixa e bumbo, com outros instrumentos como o teclado de jazz, guitarra e uma linha do baixo sendo usados ocasionalmente em algumas faixas. "Backstabber" destaca-se das outras canções do disco pelo uso proeminente de sons de arranhões de disco de vinil, introduzidos por DJ Butterfingers.
Dentre os assuntos abordados em Infinite estão inclusos as dificuldades do rapper em cuidar da sua filha então recém-nascida, Hailie Jade Scott Mathers, contando com fundos limitados e o seu desejo forte de enriquecer. Em Infinite, Eminem aborda "a sua educação não-ortodoxa lidando com o racismo, [pensamentos sobre] suicídio e um pai negligente em uma idade pequena." Após o lançamento do projecto, as batalhas pessoais de Emimem, associadas so abuso de drogas e álcool, resultaram em uma tentativa de suicídio. Em comparação aos projectos subsequentes do artista, Infinite contrasta por não conter uma vastidão de palavras obscenas.
Em canções como "313" e "Open Mic", Eminem coloca em dispor a sua sagacidade, demonstrando a sua proficiência em auto-vangloriação e saber se expressar. Enfrentando um adversário anónimo, ele exibe uma vastidão de liricismos balísticos, usando rimas difíceis de desenredar e metáforas violentas para dominar simbolicamente a concorrência. Além disso, Infinite contém ainda reflexões autobiográficas e mais sérias. Em "Never 2 Far", que inicia com uma conversa impromptu encenada em uma paragem de autocarro de Detroit em um dia frio, Eminem e um amigo afro-americano lamentam as suas dificuldades financeiras. A introdução é seguida por um rap sobre manter-se inspirado e alcançar os seus sonhos para que possa tratar a sua família adequadamente. Próximo ao fim do disco estão duas canções sobre amor juvenil: a primeira, "Searchin'", com participação da amiga Angela Workman, vê Eminem a cantar "ternamente" sobre aninhar-se, beijar e abraçar uma amante anónima; "Jealousy Woes II", em contraste, conta os problemas que o rapper enfrenta em um relacionamento com uma amante também anónima que o maltrata apesar do quão duro ele se esforça para impressioná-la.

### Estrutura musical e conteúdo
A canção de abertura homónima é uma ode a conceitos científicos, tais como o infinito na qual Eminem usa um esquema rimal complexo:
Ayo, my pen and paper cause a chain reaction

To get your brain relaxin', the zany actin' maniac in action

A brainiac in fact, son, you mainly lack attraction

You look insanely wack when just a fraction of my tracks run
A segunda faixa "W.E.G.O." é um interlúdio de 21 segundos no qual Proof e DJ Head participam a fazer paródia das estações de rádio locais, alegando que a canção subsequente, "It's Okay", é o tema mais pedido pelos ouvintes da rádio. Em "It's Okay", por sua vez, Eminem canta sobre as suas batalhas anteriores à gravação do álbum, contudo, deixa claras as suas esperanças não apenas para o seu futuro, como também o da sua filha e esposa, evidenciado em versos como "And have at least a half a million for my baby girl." Tanto "It's Okay" quanto "313" contam com a participação de Eye-Kyu, amigo de Eminem que mais tarde viria a integrar o D12. Em "Tonite", Eminem aborda aspesctos variados sobre a cultura rap predominante naquele momento, inclusive a misoginia, competição entre rappers, bem como o rap por si mesmo. O modo de rap do artista nesta faixa destaca-se das outras pela sua densidade e multisilabismo, como o músico consegue fazer rimas complexas caberem em espaços curtos. "Tonite" teve produção e arranjos adicionais pelo D.J. Butterfingers.

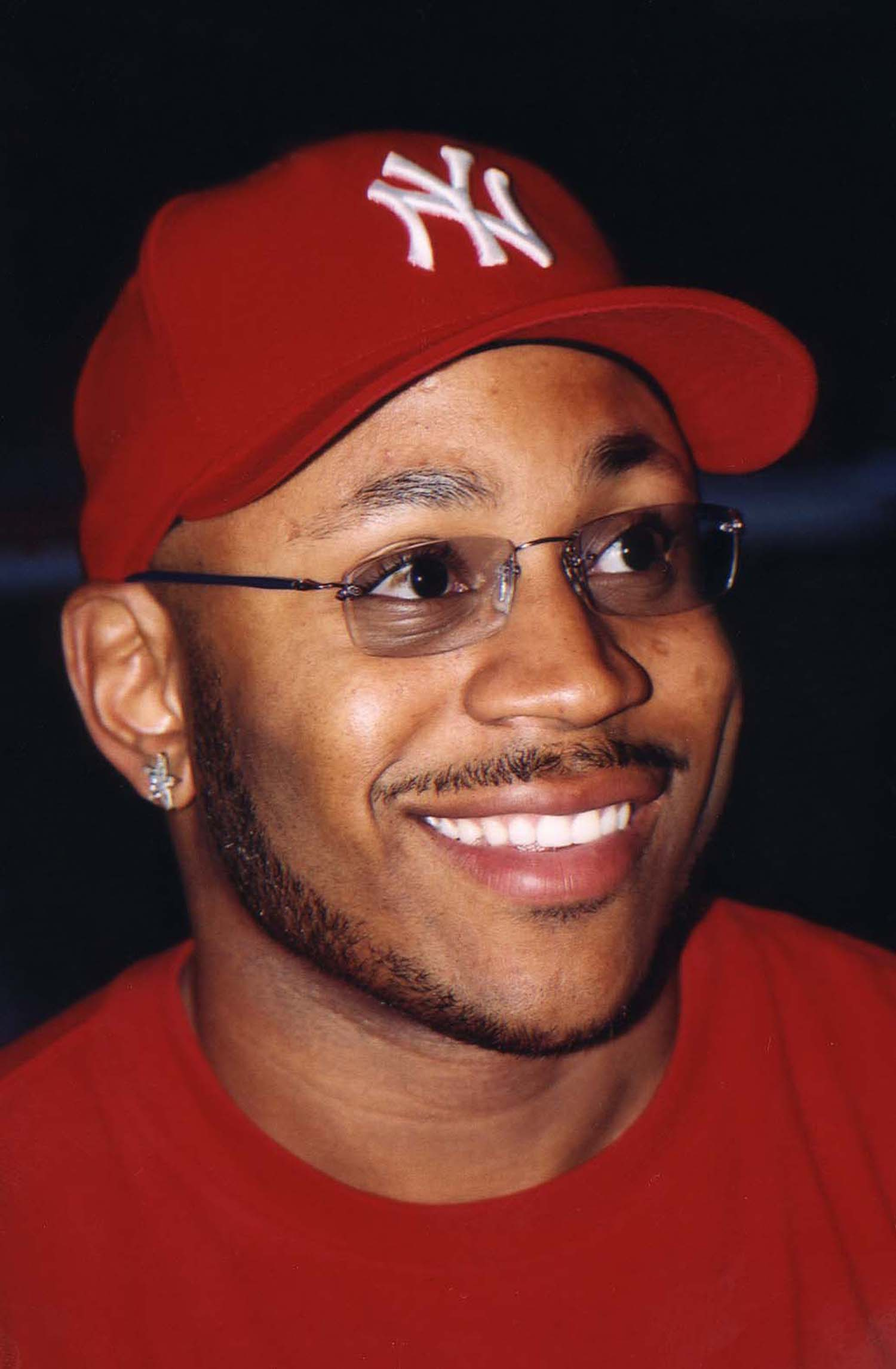
A canção "Jealous" (1989), do rapper LL Cool J, foi usada como amostra em duas faixas de Infinite.

"Maxine", com participação de Mr. Porter e Three, inicia com um diálogo entre Porter e Maxine. Maxine, por sua vez, é uma personagem criada por Eminem com o intuito de referenciar a canção "Murder She Wrote" (1993), lançado pelo duo jamaicano de reggae Chaka Demus & Pliers. Esta canção viria novamente a ser mencionada por Eminem em "Murder Murder", faixa de Slim Shady EP (1997). Maxine é também o nome da rua no qual o bar Gilbert’s Lodge, no qual o rapper trabalhava em meio-período naquele momento. "Open Mic" é uma faixa na qual Eminem e Thyme mostram as suas proezas de freestyle e recordam a experiência de terem competido no Hip Hop Shop. "A Hip Hop Shop era tipo uma loja de roupas que virava um [local de] microfone aberto aos sábados das quatro às seis [horas da tarde]. Tinha o Proof como apresentador e era marado," afirmou o rapper Elzhi em uma entrevista na qual abordava a sua experiência de trabalho com Eminem. "Never 2 Far" inicia com um diálogo com Mr. Porter e teve suas letras encorajadoras e esperançosas comparadas às de "It's Okay", enquanto "Searchin'", com participação de Angela Workman, vê o rapper em busca de amor. Ao contrário de todas outras faixas de Infinite, "Searchin'" não contém linguagem obscena.
"Backstabber" é uma continuação de "Fuckin' Backstabber" (1995), interpretada por Soul Intent e co-composta por Proof. Tal como em "Fuckin' Backstabber", esta canção revolve em torno de Eminem a prometer vingança pela pessoa que o apunhalou pelas costas, com letras como "I'm on a solo mission to find him personally / To settle the score and to beat him unmercifully" e "I yearned for the day that we finally met again / So I can give him a taste of his own medicine." De acordo com as letras do tema, especulou-se que o traidor seria Brian "Champtown" Harmon, um rapper também originário de Detroit que supostamente tentou se envolver romanticamente com a namorada de Eminem. Champtown e Eminem eram amigos antes da rixa ter iniciado, com Champtown negando as alegações por várias vezes, no entanto, na faixa que precede "Fuckin' Backstabber", foi inclusa uma conversa via telemóvel entre Champtown e Kim na qual este mostra interesse por ela. O verso "Stay away from him, he ain’t no good," foi tirado de "Jealous" (1989), canção de LL Cool J que é também usada como amostra em "Jealousy Woes II", faixa de encerramento de Infinite. "The World Is Yours" (1994), de Nas, por quem Eminem mostrou grande admiração, foi também usada como amostra.

## Lançamento e distribuição
A quantidade de unidades produzidas do álbum é incerta. Segundo o portal Rap Reviews foram cerca de mil exemplares em cassetes e cem em vinis, enquanto a revista USA Today declara que foram quinhentas unidades. O escritor Anthony Bozza, autor do livro biográfico Whatever You Say I Am: The Life and Times of Eminem (2004), também declarou que Eminem havia pedido um empréstimo de mil e quinhentos dólares aos irmãos Bass para que pudesse produzir quinhentos exemplares do álbum, que foi distribuido pelo próprio Eminem em parques de estacionamento e lojas de discos de Detroit. A 14 de Maio de 2009, a página Thisis50.com relançou Infinite em download digital grátis com o fim de criar antecipação para o sexto trabalho de estúdio do intérprete, intitulado Relapse (2009).
A 17 Novembro de 2016, Eminem lançou uma versão remisturada e remasterizada da faixa homónima do projecto para celebrar o vigésimo aniversário do mesmo. Produzida pelos irmãos Bass, a instrumentação original foi removida e substituída por instrumentos ao vivo. Consequentemente, nos Estados Unidos, esta versão atingiu um máximo de número 97 na tabela musical de canções, e de número 37 na de canções de R&B e hip hop. Partners in Rhyme: The True Story of Infinite, um mini-documentário de dez minutos que narra os acontecimentos por detrás da produção, foi também lançado no mesmo dia. Infinite viria mais tarde a ser mencionado nas canções "Not Afraid" (2010) e "Castle", presentes no álbum Revival (2017), enquanto a faixa "Open Mic" foi usada como amostra pelo rapper nas canções "I'm Back" e "Don't Front", do álbum The Marshall Mathers LP (2000).
Em 2003 ocorreu um relançamento independente do disco na Europa que incluiu faixas bónus inéditas e freestyles. Ainda no continente europeu, o álbum foi mais uma vez ré-lançado na Ucrânia através das editoras Arelis Record World ‎e Moon a 25 de Junho de 2009 e nos Países Baixos a 14 de Setembro seguinte através de uma parceria entre a Arelis Record World ‎e a interGROOVE. Em Julho de 2015, a editora discográfica australiana Discrepancy colocou o disco de vinil à venda no Reino Unido através da sua página online.
Até 2024, o álbum na íntegra não se faz presente em nenhuma plataforma de streaming. No entanto, a faixa-título está disponível no Spotify.

## Recepção crítica
| Críticas profissionais | Críticas profissionais |
| Avaliações da crítica  | Avaliações da crítica  |
| Fonte                  | Avaliação              |
| ---------------------- | ---------------------- |
| AllMusic               | [ 54 ]                 |
| Billboard              | (positiva)             |
| Consequence of Sound   | (positiva)             |
| Inquisitr              | (positiva)             |
| RadioMan               | (positiva)             |
| Rap Reviews            | 5.5/10                 |
| Rolling Stone          | (positiva)             |
| Sputnikmusic           | [ 59 ]                 |

Além de invulgares, as opiniões críticas para o álbum foram também mistas. O portal AllMusic deu ao disco uma "Avaliação de Editor" de duas estrelas e meia de um máximo de cinco, sem fazer uma análise. O editor WuChang, para o Sputnikmusic, atribuiu a Infinite quatro estrelas de um máximo de cinco, escrevendo: "Uma estreia excelente e criminalmente subestimada que dá ao ouvinte uma perspectiva diferente de Marshall Mathers." Apesar de achar que a produção era boa, WuChang expressou que iria entender caso os ouvintes não estivessem a "sentir" o álbum. Contudo, aproveitou para elogiar o liricismo de Eminem, dizendo que "a partir de um ponto lírico, eu realmente acredito que Infinite é tão bom, se não melhor, quanto qualquer um dos seus trabalhos comerciais," e também afirmou que "se o álbum tivesse uma produção melhor e melhor ordenação de canções, eu o teria considerado um clássico." Rob Kenner, para a revista Complex, ficou com a impressão que Eminem "ainda tem que desenvolver o seu próprio estilo distinto," mas elogiou o seu "esforço competente porém ordinário."
Jesal "Jay Soul" Padania, para o blogue musical Rap Reviews, atribuiu cinco estrelas e meia a de um máximo de dez, criticando o disco por ser demasiado curto, mas ainda sendo "suficientemente interessante para olhar para a mente de um jovem Eminem — simplesmente trate-o como a demo que era e não espere aprender muito." Escrevendo para a coluna Rear View Mirror do portal Bucketlist Music Reviews, Brian Charles Clarke comparou a produção simples do projecto com a de The Slim Shady LP, segundo álbum de estúdio do artista, (1999) e criticou Infinite por soar antiquado, motivo pelo qual não conseguiu se distinguir dos outros trabalhos de rap lançados naquela época. Clarke opinou ainda que a maioria das faixas presentes "carecem dos refrães cativantes  dos trabalhos subsequentes de Eminem, focando-se mais em estrofes infinitas com rimas constantes e outras formas de trocadilhos."
Em uma análise mais positiva para o portal Consequence of Sound, Tedd Maider descreveu o projecto como "uma vista de olhos mais genuína do rapper que é Eminem," e declarou que as suas "rimas rápidas, inteligentes e únicas, [...] astúcia lírica, batidas cruas e mentalidade" apenas poderiam ser igualadas por The Marshall Mathers LP (2000), terceiro trabalho de estúdio do artista. Braudie Blais-Billie, para a revista musical Billboard, descreveu o álbum como o "ponto de lançamento da carreira mega-sucedida de Eminem", elogiando "a produção suave e simples" que "demonstra o estilo assinatura em desenvolvimento de Eminem: liricismo denso compactado em um fluxo flexível." A página canadiana RadioMan, celebrando o vigésimo aniversário do álbum, escreveu que embora não seja o seu melhor trabalho até 2017, "é ainda um projecto bem sólido." Lawrence Arboleda, crítico do portal Inquisitr, partilhou esta opinião, acrescentando que Infinite criou a "fundação para o legado de Eminem como um dos melhores rappers do mundo."

## Impacto e legado
Infinite foi recebido com escárnio pela comunidade de hip hop local, rendendo a Eminem acusações desfavoráveis de copiar estilos de outros rappers, particularmente Jay-Z, Nas, e AZ, com a faixa "Never 2 Far" sendo destacada. Além disso, o som distinto reminiscente à Cidade de Nova Iorque do álbum, caracterizado pela entreligação das batidas de caixa e bumbo em uma escala rítmica oscilante em grupos de três, foi comparado ao dos produtores Ski Beatz, Q-Tip, DJ Premier, e Lord Finesse, todos originários de Nova Iorque. "Obviamente, eu era jovem e influenciado por outros artistas, e tive muita gente a dizer que eu soava como AZ. Infinite foi eu a tentar entender como eu queria que o meu estilo rap se tornasse, como eu queria soar no microfone e apresentar-me. Foi um estágio de crescimento. Senti que Infinite foi como a demo que foi apenas publicada apressadamente," disse o artista em sua biografia publicada na sua página online. Na altura, grande parte dos disc jockeys (DJs) de Detroit ignoraram Infinite, e o público igualmente rejeitou-o pelo facto do artista tentar praticar um exercício dominado por artistas negros, questionando o motivo pelo qual, ao invés de rap, ele não adoptou o género rock and roll. Estes aspectos fizeram com que Eminem alterasse as suas letras para "mais zangadas e emotivas." Hoje, contrariando a crítica que recebeu no momento de lançamento, Infinite é respeitado por ouvintes de rap. Em 2012, AZ mostrou gratidão por ter sido usado como inspiração por Eminem no início da sua carreira, todavia, revelou jamais ter ouvido o álbum.
O número de unidades comercializadas de Infinite é incerto. Eminem afirmou no livro autobiográfico The Way I Am (2008) que "talvez vendeu setenta cópias." Todavia, outras fontrs afirmam que o álbum vendeu algumas centenas de unidades ou apenas mil exemplares, até Agosto de 2008. Infinite foi considerado um autêntico fracasso; o desapontamento do artista para com o insucesso do disco, bem como "a merda que acontecia na sua vida", inspiraram-no a desenvolver o alter ego Slim Shady, presente na maioria dos seus álbuns subsequentes. "Logo após o disco Infinite, nós tirámos um tempo para relaxar, e foi aí que ele apareceu com o a sua tatuagem pequena que lê 'Slim Shady' no seu braço," disse Mark Bass. Na lista de créditos do álbum, Eminem foi mencionado como "Slim". Não obstante, a faixa "Searchin'", na qual Angela Workman faz uma participação, foi ocasionalmente reproduzida nas estações de rádio locais, todavia, Eminem continuava insatisfeito com a falta de atenção nacional ao seu trabalho, segundo o revelado pela sua mãe Debbie Nelson na biografia My Son Marshall, My Son Eminem: Setting the Record Straight on My Life as Eminem's Mother (2008). A escritora Loren Kajikawa, autora do livro Eminem’s "My Name Is": Signifying Whiteness, Rearticulating Race, achou que as batidas das canções do álbum soam "amadoras" quando comparadas às de lançamentos comerciais contemporâneos daquela altura, opinando que este teria sido o motivo do fracasso comercial do álbum.

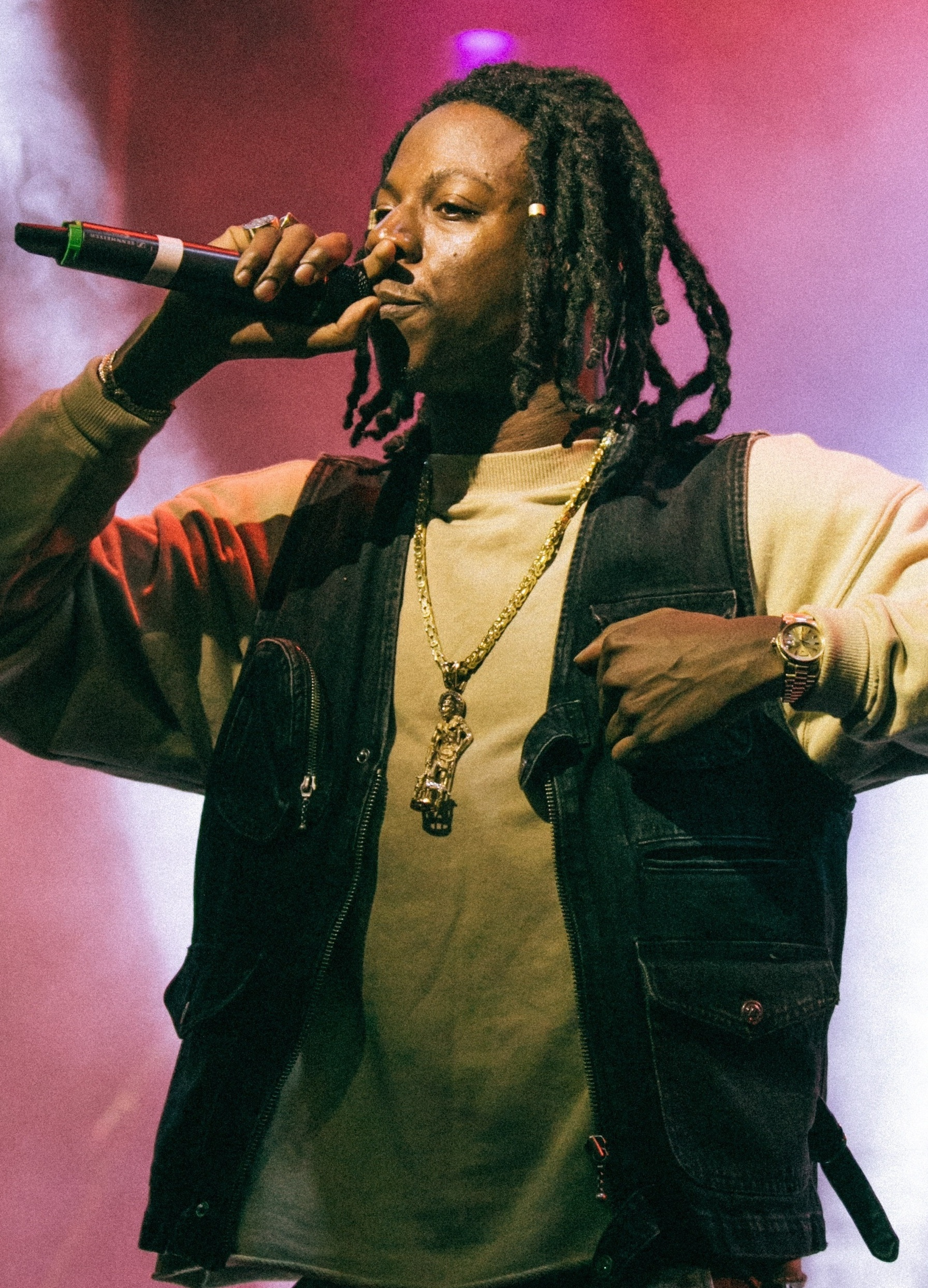
"Infinite" foi usada como amostra pelo rapper Joey Badass.

"Foi mesmo antes da minha filha ter nascido, então construir um futuro para ela era tudo sobre o qual eu falava. [Infinite] foi muito hip hopizado, tipo Nas e AZ — aquele estilo de rima que era real naquele tempo. Sempre fui um comediante espertinho, e foi por isso que não foi um bom álbum."
— Eminem a falar sobre Infinite em entrevista à Rolling Stone em 1999.
O estilo de cantar de Eminem, particularmente as rimas, foram bastante apreciadas por ouvintes de rap. Segundo Kajikawa, ao invés de rimar a última sílaba da última palavra, como era de costume em artistas de hip hop, Eminem criou rimas internas agitadas que quebram a monotonia do padrão de frases de quatro compassos. Tais esquemas de rimas permitem que as suas letras transbordem nas partes dos compassos, criando frases assimétricas que antecipam ou retardam a batida. Tais características musicais representaram o que críticos contemporâneos nomearam "cadências aceleradas" e "novos padrões de rima" de certos artistas hip hop da metade da década de 1990. A faixa-título do projecto foi usada como uma amostra na canção "World Domination" do rapper Joey Badass, inclusa em 1999 (2012), sua mixtape de estreia, enquanto "Tonite" recebeu uma remistura co-produzida por Mr. Porter e gravada pelo rapper Caine Casanova em 2017. Além disso, os editores Mosi Reeves e Simon Vozick-Levinson incluiram a faixa na primeira posição da lista das "Vinte Canções de Eminem Incrivelmente Óptimas que apenas Fãs Incondicionais Conhecem" em um artigo publicado pela revista musical norte-americana Rolling Stone em Outubro de 2019. Segundo Reeves, "a coisa mais surpreendente em Infinite é ouvir o rap [de Eminem], 'In the midst of this insanity, I found my Christianity through God' em 'It's OK,'" mencionando que elementos espirituais não viriam a desempenhar um papel importante nas letras dos seus trabalhos posteriores. De acordo com a revista de hip-hop cristã Rapzilla, Eminem orava antes dos seus concertos no início dos anos 2000. Numa remistura de "Use This Gospel" (2022) de Kanye West, Eminem canta versos baseados na sua fé, como "I put all of my trust and faith in You, Father," e "my Savior I call on to rescue me ... He is my shepherd. I'm armed with Jesus, my weapon is prayer."

## Alinhamento de faixas
A edição padrão de Infinite é composta por onze faixas inéditas e tem a duração total de 37 minutos e 54 segundos. Todas as músicas foram produzidas por Mr. Porter, com Emimem co-produzindo duas faixas ("Maxine" e "Jealousy Woes II") e D.J. Butterfingers prestando arranjos adicionais em "Tonite". Eminem foi também responsável pela co-composição de todas as canções juntamente com Denaun Porter. As faixas "W.E.G.O.", "It's OK", "313", "Maxine", "Open Mic" e "Searchin'" apresentam participações dos rappers Proof, DJ Head, Eye-Kyu, Mr. Porter, Three e Thyme. A segunda faixa, "W.E.G.O.", é um interlúdio de 21 segundos. Embora não creditados, Von "Kuniva" Carlisle e Mr. Porter participam da faixa "Open Mic". Porter participou ainda de "Never 2 Far" e "Jealousy Woes II", nesta última juntamente com Eye-Kyu e Proof que, por sua vez, viria ainda a participar de "Backstabber", porém, nenhum deles foi creditado.
| Infinite       |                                                               |                                 |                                     |         |  |
| N.º            | Título                                                        | Compositor(es)                  | Produtor(es)                        | Duração |  |
| 1.             | "Infinite"                                                    |                                 |                                     | 4:01    |  |
| 2.             | "W.E.G.O. (Interlude)" (com participação de Proof e DJ Head)  |                                 | Mr. Porter DJ Head [ a 1 ]          | 0:21    |  |
| 3.             | "It's Okay" (com participação de Eye-Kyu)                     | M. Mathers W. Drake D. Porter   |                                     | 3:29    |  |
| 4.             | "313" (com participação de Eye-Kyu)                           |                                 |                                     | 4:11    |  |
| 5.             | "Tonite"                                                      | M. Mathers W. Drake D. Porter   | Mr. Porter DJ Butterfingers [ a 2 ] | 3:43    |  |
| 6.             | "Maxine" (com participação de Mr. Porter e Three)             | M. Mathers D. Porter W. Strong  | Mr. Porter Eminem [ a 3 ]           | 3:56    |  |
| 7.             | "Open Mic" (com participação de Thyme)                        | M. Mathers Thyme D. Porter      |                                     | 4:02    |  |
| 8.             | "Never 2 Far"                                                 |                                 |                                     | 3:38    |  |
| 9.             | "Searchin'" (com participação de Mr. Porter e Angela Workman) | M. Mathers D. Porter A. Workman |                                     | 3:45    |  |
| 10.            | "Backstabber"                                                 |                                 | Mr. Porter DJ Butterfingers [ a 2 ] | 3:24    |  |
| 11.            | "Jealousy Woes II"                                            |                                 | Mr. Porter Eminem [ a 3 ]           | 3:20    |  |
| Duração total: | Duração total:                                                | Duração total:                  | Duração total:                      | 37:54   |  |

| Infinite — Rare Studio Tracks W/ Proof, Outsidaz & Dirty Dozen |                                                               |         |  |
| N.º                                                            | Título                                                        | Duração |  |
| 12.                                                            | "Scary Movies" (com participação de Royce da 5'9")            | 3:41    |  |
| 13.                                                            | "Hazardous Youth"                                             | 0:46    |  |
| 14.                                                            | "Nuttin' To Do" (com participação de Royce Da 5'9)            | 4:12    |  |
| 15.                                                            | "ThreeSixFive" (com participação de Skam)                     | 4:38    |  |
| 16.                                                            | "Trife Thieves" (com participação de Bizarre e Fuzz)          | 3:52    |  |
| 17.                                                            | "Low, Down, And Dirty"                                        | 4:44    |  |
| 18.                                                            | "Murder, Murder"                                              | 4:30    |  |
| 19.                                                            | "No One's Iller" (com participação de Bizarre, Fuzz e Swifty) | 5:00    |  |
| 20.                                                            | "Watch Deeze" (com participação de Thirstin Howl III)         | 3:34    |  |
| Duração total:                                                 | Duração total:                                                | 72:51   |  |

| Infinite — Radio Freestyles |                     |         |  |
| N.º                         | Título              | Duração |  |
| 21.                         | "Radio Freestyle 1" | 1:38    |  |
| 22.                         | "Radio Freestyle 2" | 1:32    |  |
| 23.                         | "Radio Freestyle 3" | 0:56    |  |
| Duração total:              | Duração total:      | 76:57   |  |

Notas
1. ↑  Creditado apenas por produção adicional.[22]
2. 1 2  Creditado apenas por arranjos adicionais (sons de arranhões de vinil).
3. 1 2  Creditado apenas por co-produção.

Amostras
- "Infinite" contém amostras de: "Hot Wind" (1969), interpretada por Les Baxter; "And if I Had" (1977), por Teddy Pendergrass; e "Represent" (1994), por Nas.
- "It's Okay" contém uma amostra de "Cross the Track (We Better Go Back)" (1975), interpretada por Maceo & the Macks.
- "Tonite" contém uma amostra de "Let This River Flow" (1980), interpretada por Googie and Tom Cappola.
- "313" contém uma amostra de "A Secret Place" (1976), interpretada por Grover Washington, Jr..
- "Maxine" contém uma amostra de "Dolphin Dance" (1976), interpretada por Grover Washington, Jr..
- "Open Mic" contém amostras de: "Give Me Your Love (Love Song)" (1972), interpretada por Curtis Mayfield; e "World Go Round" (1995), interpretada por Naughty by Nature.
- "Never 2 Far" contém uma amostra de "Right on Time" (1983), interpretada por Maze com participação de Frankie Beverly.
- "Searchin'" contém uma amostra de "The Dude" (1981), interpretada por Quincy Jones.
- "Backstabber" contém amostras de: "Fuckin' Backstabber" (1995), interpretada por Soul Intent; "Jealous" (1989), interpretada por LL Cool J; e "Get Down" (1994), interpretada por Craig Mack.
- "Jealousy Woes II" contém uma amostra de "Say What" (1977), interpretada por Idris Muhammad; "Jealous" (1989), interpretada por LL Cool J; e "The World Is Yours" (1994), interpretada por Nas.
- "Radio Freestyle I" contém uma amostra de "Daisy Lady" (1979), interpretada por by 7th Wonder.

## Créditos
Os créditos seguintes foram adaptados do encarte do álbum:
Estúdios de gravação
- Gravado e misturado no estúdio Bassmint Sound em Ferndale, Michigan, EUA;
- Masterizado no estúdio Pearl Sound em Canton, Michigan, EUA.

Pessoal
- Composição: Eminem · Denaun Porter · Angela Workman
- Gravação vocal: Robert "Flipside" Handy · Kevin Wilder
- Instrumentação: K. Wilder
- Masterização: Grant Mohrman
- Mistura: K. Wilder · R. Handy
- Produção e arranjos: Eminem[n 7] (co-prod.) · D. Porter · Mathew "DJ Butterfingers" Ruby (adi.; faixa 4)
- Produção executiva: Jaff "Jaffy" Bass · Mark "Marky" Bass
- Programação: DeShaun "Proof" Holton (bateria)
- Vocais principais: Eminem · Thirstin Howl III · Royce Da 5'9" · Rufus "Bizarre" Johnson · A. Workman
- Vocais adicionais: Von "Kuniva" Carlisle · DeShaun "Proof" Holton (10) · Steve "Fuzz" Kmak · Ondre "Swifty" Moore · Kwesi "Skam" Ogbourne · D. Porter (7, 8, 11)